# Bokkeduinen
Bokkeduinen is een natuurgebied ten westen van Amersfoort. Het wordt in het oosten begrensd door een opstelterrein van de spoorwegen en in het westen door de Barchman Wuytierslaan en het natuurgebied Birkhoven met het DierenPark Amersfoort.

## Geschiedenis
Aan het eind van de 18e eeuw was de omgeving in het bezit van de burgemeestersfamilie Methorst. In 1824 kocht Jan Cock Blomhoff het gebied. Hij liet een landhuis bouwen en begon met de ontwikkeling van een landgoed. 
In 1863 en 1874 worden aan de oostzijde de spoorlijn Utrecht - Kampen en de spoorlijn Amsterdam - Zutphen aangelegd. De oostelijke punt van Bokkeduinen kwam in het bezit van de Nederlandse Spoorwegen, die dit als zandafgraving gebruikte.
In 1907 werd het landgoed Birkhoven openbaar verkocht. De gemeente Amersfoort werd eigenaar van het deel van het landgoed dat thans bekend is onder de naam Birkhoven en Bokkeduinen. Het huis Birkhoven werd verbouwd tot hotel-restaurant. Er werd dwars door de bossen een weg aangelegd, de Barchman Wuijtierslaan, genoemd naar de burgemeester onder wiens gezag Birkhoven was aangekocht. Het gedeelte ten oosten van deze weg werd Bokkeduinen genoemd. Aan de oostzijde van de Barchman Wuijtierslaan werd 1911-1914 het klooster St. Joseph gebouwd. Tussen 1953 en 1961 kwamen daar nog een aantal woonhuizen bij.
In het noordelijke gedeelte van de Bokkeduinen werd de Amersfoortse Stadscamping de Bokkeduinen ingericht. De voormalige zandafgraving van de NS werd door omwonenden gebruikt als motorcrossterrein.

### Rail 21
In het kader van Rail 21 werd in 1995-96 een brede strook aan de oostzijde gebruikt voor de aanleg van een opstelterrein. Hierbij kwamen 100.000 kubieke meter grond vrij, welke vanwege de vergunningseisen in de nabijheid moesten worden verwerkt. Er werd besloten hiervoor de voormalige zandafgraving te gebruiken. Met de grond werden een elftal langwerpige kunstmatige heuvels opgeworpen. Oorspronkelijk was het plan dit per grondsoort apart te doen, maar dit bleek praktisch niet haalbaar. Het terrein werd hierna met rust gelaten zodat een spontane natuurontwikkeling kon plaatsvinden. Het project kreeg in 1996 een eervolle vermelding bij de Brunel Award in Kopenhagen.
Ter compensatie van de verloren gegane recreatiemogelijkheden werd in het noorden het Sportpark Bokkeduinen aangelegd.

### Midland Parc
De gemeente Amersfoort verkocht in 1996 de stadscamping voor 1,4 miljoen gulden aan de vroegere beheerder. Men ging ervan uit dat de kampeerfunctie van Bokkeduinen gehandhaafd zou blijven en dat de camping gemoderniseerd zou worden. Harde afspraken waren er echter niet. De nieuwe eigenaar begon al snel met de bouw van bungalows, die in de praktijk ook permanent bewoond werden. In 2001 stonden er in Midland Parc Countryclub Amersfoort al honderd bungalows, ontwikkeld door Rewinkel Exploitatie Bokkeduinen. Deze waren zonder vergunning gebouwd, maar na lange juridische procedures besloot de gemeente Amersfoort in 2002 de vergunningen alsnog te leveren. Er zou wel meer controle op permanente bewoning plaatsvinden.
Een klein gedeelte van de voormalige camping had beschikbaar moeten blijven als trekkersveld. Dit deel leidde echter een kwijnend bestaan, met gebrek aan investeringen en toenemende criminaliteit.

### Vereniging tot Bescherming en Behoud van Bos Birkhoven-Bokkeduinen
In 1997 werd de Vereniging tot Bescherming en Behoud van Bos Birkhoven-Bokkeduinen opgericht. Deze strijdt tot op heden voor behoud van Birkhoven en Bokkeduinen.

### Westelijke ontsluiting Amersfoort
In het kader van de geplande Westelijke ontsluiting van Amersfoort (deel van de Provinciale weg 221) zou de Barchman Wuytierslaan deels verlegd moeten worden. De Bokkeduinen zou met een ecoduct naar de strook tussen DierenPark Amersfoort en het spoor verbonden worden met de natuurgebieden van Birkhoven en het Monnikenbos.